# 小川記正
小川 記正（おがわ きせい、1906年 - 2000年2月27日）は、日本の脚本家、小説家、映画プロデューサーである。1950年（昭和25年）以降、映画の脚本を小川 正（おがわ ただし）の名で書いたが、後年のテレビ映画では「記正」に戻した。

## 人物・来歴
1906年（明治39年）、北海道札幌市の代議士の長男として同市に生まれる。父親は資産家で、道内に大きな牧場をいくつか所有していたが、ある事件により投獄され、獄中死した。賭博好きの母親の浪費により家計が傾くなか、慶應義塾大学政治経済学部に学ぶ。
20代のころは松竹蒲田撮影所演出部で助監督を務め、25歳になる1931年（昭和6年）、短篇映画『真夜中商売』を監督したが、同作は公開されなかった。1932年（昭和7年）、新興キネマ現代劇部に移籍し、多くのオリジナル脚本が採用された。1938年（昭和13年）、東宝映画東京撮影所（現在の東宝スタジオ）で渡辺邦男監督に3本の脚本を提供した。1943年（昭和18年）、小説を発表。
第二次世界大戦後、1948年（昭和23年）からプロデューサーに転向、松竹大船撮影所で佐々木康監督の『噂の男』、同じく大庭秀雄監督の『颱風圏の女』、1949年（昭和24年）、マキノ正博（のちのマキノ雅弘）が設立したCAC（シネマ・アーチスト・コーポレーション）でマキノ監督の『盤嶽江戸へ行く』、島耕二監督の『今日われ恋愛す』全2篇、1950年（昭和25年）には「小川プロダクション」名義で野村浩将監督の『与太者と天使』等をプロデュースした。同年、京阪映画で自ら脚本を書き、12年ぶりに監督した『決闘の河』を自ら製作、同作は東宝が配給して同年11月25日に公開された。
1952年（昭和27年）からは「小川正」と改名し、東映京都撮影所を中心に脚本に専念した。1965年（昭和40年） - 1977年（昭和52年）の長きにわたって、テレビ映画『特別機動捜査隊』の脚本を「小川記正」名義で量産した。
晩年は癌を患い、杉並区の自宅で腎不全により亡くなった。娘にダンサー・振付師の小川亜矢子。

## フィルモグラフィ

### 松竹蒲田撮影所
- 『ちょっと出ました三角野郎』 : 監督佐々木恒次郎、1930年 - 原作
- 『真夜中商売』 : 1931年 - 監督

### 新興キネマ
- 『肉弾三勇士』 : 監督石川聖二、1932年 - 原作・脚本
- 『征けよ我が子』 : 監督川浪良太、1932年
- 『草笛を吹きつゝ』 : 監督清涼卓明、1932年 - 原作・脚本
- 『彼女の運命』 : 監督高見貞衛、1932年
- 『水上制覇のかげに』 : 監督松石修、1932年 - 原作・脚本
- 『まぼろしの母』 : 監督清涼卓明、1932年 - 原作・脚本
- 『銃後の勝利』 : 監督田中重雄、1933年 - 原作・脚本
- 『大学の人気者』 : 監督渡辺新太郎、1933年 - 原作・脚本
- 『花嫁選手』 : 監督川手二郎、1933年
- 『その夜の花婿』 : 監督渡辺新太郎、1933年 - 原作・脚本

### 東宝映画東京撮影所
- 『将軍の孫』 : 監督渡辺邦男、1938年
- 『青春野球日記』 : 監督渡辺邦男、1939年
- 『鉄の兄弟』 : 監督渡辺邦男、1939年

### フリーランス
- 『姿なき敵』 : 監督千葉泰樹、大映、1945年
- 『国定忠治』 : 監督松田定次、大映京都撮影所、1946年
- 『噂の男』 : 監督佐々木康、松竹大船撮影所、1948年 - 製作
- 『男を裁く女』 : 監督佐々木康、東横映画、1948年 - 原作
- 『颱風圏の女』 : 監督大庭秀雄、松竹大船撮影所、1948年 - 製作
- 『盤嶽江戸へ行く』 : 監督マキノ正博、新東宝・CAC、1949年 - 企画
- 『今日われ恋愛す 第一部 愛欲編』 : 監督島耕二、CAC、1949年 - 製作・脚本
- 『今日われ恋愛す 第二部 争闘篇』 : 監督島耕二、CAC、1949年 - 製作・脚本
- 『与太郎と天使』 : 監督野村浩将、小川プロダクション、1950年 - 製作
- 『大岡政談 将軍は夜踊る』 : 監督丸根賛太郎、東宝、1950年 - 製作
- 『決闘の河』 : 京阪映画、1950年 - 製作・脚本・監督
- 『覗かれた足』 : 監督阿部豊、新東宝、1951年

### 東映京都撮影所
小川正
- 『乙女の本能 ボート8人娘』 : 監督阿部豊、東映東京撮影所、1952年
- 『鞍馬天狗 疾風雲母坂』 : 監督萩原遼、1953年
- 『女難街道』 : 監督渡辺邦男、1953年
- 『玄海の鰐』 : 監督小杉勇、東映東京撮影所、1953年
- 『死の追跡』 : 監督鈴木英夫、東映東京撮影所、1953年
- 『快傑黒頭巾』 : 監督河野寿一、1953年
- 『この太陽 第一部 暁子の巻・第二部 多美枝の巻』 : 監督小杉勇、東映東京撮影所、1954年
- 『疾風愛憎峠』 : 監督佐々木康、1954年
- 『新諸国物語 笛吹童子 第一部 どくろの旗』 : 監督萩原遼、1954年
- 『新諸国物語 笛吹童子 第二部 幼術の闘争』 : 監督萩原遼、1954年
- 『新諸国物語 笛吹童子 第三部 満月城の凱歌』 : 監督萩原遼、1954年
- 『美男天狗党』 : 監督内出好吉、松竹京都撮影所、1954年 - 原作
- 『霧の小次郎 第一部 金龍銀虎』 : 監督佐伯清、1954年
- 『霧の小次郎 第二部 魔術妖術』 : 監督佐伯清、1954年
- 『霧の小次郎 完結篇 三日月童子』 : 監督佐伯清、1954年
- 『東尋坊の鬼』 : 監督志村敏夫、新東宝、1954年
- 『三日月童子 第一篇 剣雲槍ぶすま』 : 監督小沢茂弘、1954年
- 『三日月童子 第二篇 天馬空を征く』 : 監督小沢茂弘、1954年
- 『三日月童子 完結篇 万里の魔境』 : 監督小沢茂弘、1954年
- 『怪人二十面相 第一部 人か魔か?』 : 監督弓削進、松竹大船撮影所、1954年
- 『怪人二十面相 第二部 巨人対怪人』 : 監督弓削進、松竹大船撮影所、1954年
- 『怪人二十面相 第三部 怪盗粉砕』 : 監督弓削進、松竹大船撮影所、1954年
- 『新諸国物語 紅孔雀 第一篇』 : 監督萩原遼、1954年
- 『青銅の魔人 第一部』 : 監督穂積利昌、松竹大船撮影所、1954年
- 『青銅の魔人 第二部 謎の夜光時計』 : 監督穂積利昌、松竹大船撮影所、1955年
- 『新諸国物語 紅孔雀 第二篇 呪いの魔笛』 : 監督萩原遼、1955年
- 『青銅の魔人 第三部 恐怖の天守閣』 : 監督穂積利昌、松竹大船撮影所、1955年
- 『新諸国物語 紅孔雀 第三篇 月の白骨城』 : 監督萩原遼、1955年
- 『新諸国物語 紅孔雀 第四篇 剣盲浮寝丸』 : 監督萩原遼、1955年
- 『青銅の魔人 完結篇 決闘獅子ケ島』 : 監督穂積利昌、松竹大船撮影所、1955年
- 『新諸国物語 紅孔雀 完結篇 廃墟の秘宝』 : 監督萩原遼、1955年
- 『侍ニッポン 新納鶴千代』 : 監督佐々木康、1955年
- 『百面童子 第一篇 ギヤマンの秘密』 : 監督小沢茂弘、1955年
- 『百面童子 第二篇 サタンの窟』 : 監督小沢茂弘、1955年
- 『百面童子 第三篇 バテレンの宴』 : 監督小沢茂弘、1955年
- 『百面童子 完結篇 イスラムの女王』 : 監督小沢茂弘、1955年
- 『男一匹』 : 監督並木鏡太郎、新東宝、1955年
- 『元禄名槍伝 豪快一代男』 : 監督芦原正、松竹京都撮影所、1955年
- 『夕焼童子 第一部 出羽の小天狗』 : 監督小沢茂弘、1955年
- 『夕焼童子 第二部 暁の槍騎隊』 : 監督小沢茂弘、1955年
- 『忍術三四郎』 : 監督小沢茂弘、東映東京撮影所、1955年
- 『忍術左源太』 : 監督深田金之助、1956年
- 『無法街』 : 監督小沢茂弘、東映東京撮影所、1956年
- 『冒険時代劇 日輪太郎』 : 監督松村昌治、1956年
- 『日輪太郎 完結篇 蛇地獄の怪人』 : 監督松村昌治、1956年
- 『南海の若武者物語 風雲黒潮丸』 : 監督深田金之助、1956年
- 『続風雲黒潮丸 まだら狼』 : 監督深田金之助、1956年
- 『地下鉄三四郎』 : 監督津田不二夫、東映東京撮影所、1956年
- 『存じ快傑黒頭巾 神出鬼没』 : 監督深田金之助、1956年
- 『やくざ大名』 : 監督佐々木康、1956年
- 『少年探偵団 第一部 妖怪博士』 : 監督小林恒夫、東映東京撮影所、1956年
- 『少年探偵団 第二部 二十面相の悪魔』 : 監督小林恒夫、東映東京撮影所、1956年
- 『浅草三四郎』 : 監督津田不二夫、東映東京撮影所、1956年
- 『若獅子大名』 : 監督伊賀山正光、1953年
- 『若獅子大名 完結篇』 : 監督伊賀山正光、1953年
- 『喧嘩社員』 : 監督津田不二夫、東映東京撮影所、1957年
- 『無敵社員』 : 監督津田不二夫、東映東京撮影所、1957年
- 『少年探偵団 かぶと虫の妖奇』 : 監督関川秀雄、東映東京撮影所、1957年
- 『少年探偵団 鉄塔の怪人』 : 監督関川秀雄、東映東京撮影所、1957年
- 『雪姫七変化』 : 監督伊賀山正光、1957年
- 『雪姫七変化 完結篇』 : 監督伊賀山正光、1957年
- 『少年探偵団 二十面相の復讐』 : 監督石原均、東映東京撮影所、1957年
- 『少年探偵団 夜光の魔人』 : 監督石原均、東映東京撮影所、1957年
- 『「笑え勘平」より 消えた短剣』 : 監督津田不二夫、東映東京撮影所、1957年
- 『富士に立つ影』 : 監督佐々木康、1957年
- 『「笑え勘平」より 摩天楼の秘密』 : 監督津田不二夫、東映東京撮影所、1957年
- 『忍術御前試合』 : 監督沢島忠、1957年
- 『素っ飛び笠』 : 監督内出好吉、1958年
- 『少年猿飛佐助』 : 監督河野寿一、1958年
- 『少年猿飛佐助 牢獄の姫君』 : 監督河野寿一、1958年
- 『少年猿飛佐助 天空の白馬』 : 監督河野寿一、1958年
- 『少年探偵団 透明怪人』 : 監督小林恒夫、東映東京撮影所、1958年
- 『少年探偵団 首なし男』 : 監督小林恒夫、東映東京撮影所、1958年
- 『殿さま弥次喜多 怪談道中』 : 監督沢島忠、1958年
- 『快傑黒頭巾』 : 監督松村昌治、1958年
- 『いろは若衆 ふり袖ざくら』 : 監督佐々木康、1959年 - 原作
- 『唄しぐれ千両旅』 : 監督大西秀明、1959年 - 原作・脚本
- 『少年探偵団 敵は原子潜航挺』 : 監督若林栄二郎、東映東京撮影所、1959年
- 『唄ごよみ出世双六』 : 監督山崎大助、1959年
- 『姫君一刀流』 : 監督隅田朝二、1959年 - 原作
- 『快傑黒頭巾 爆発篇』 : 監督松村昌治、1959年
- 『拳銃を磨く男 あの女を探せ』 : 監督伊賀山正光、東映東京撮影所、1959年
- 『拳銃を磨く男 呪われた顔』 : 監督伊賀山正光、東映東京撮影所、1960年
- 『拳銃を磨く男 深夜の死角』 : 監督伊賀山正光、東映東京撮影所、1960年
- 『危うし! 快傑黒頭巾』 : 監督松村昌治、1960年
- 『神田祭り 喧嘩笠』 : 監督マキノ雅弘、1960年
- 『赤い影の男』 : 監督伊賀山正光、東映東京撮影所、1961年
- 『赤い影の男 高速三号線を張れ』 : 監督伊賀山正光、東映東京撮影所、1961年
- 『逆襲の街』 : 監督佐藤肇、東映東京撮影所 / ニュー東映、1961年
- 『ちゃりんこ街道』 : 監督内出好吉、1953年

### テレビ映画
- 『柴笛太郎捕物日記』 : 1959年
- 『七人の刑事』第134回「智に働けば」 : 1964年4月23日
- 『特別機動捜査隊』 : 1965年 - 1977年
  - 1965年
    - 7月7日	第193話	「罪と罰」
    - 8月25日	第200話	「女の終着駅」
    - 11月10日 第211話 「焼死体」

  - 1966年
    - 1月12日	第220話	「丙午」
    - 2月9日	第224話	「春の突風」
    - 3月23日	第230話	「山刃の秘密」
    - 5月18日	第238話	「深夜の銃声」
    - 11月9日	第263話	「霧笛の港」

  - 1967年
    - 1月18日	第273話	「可愛い魔女」
    - 3月29日	第283話	「嫉妬」
    - 4月12日	第285話	「拾った女」
    - 5月24日	第291話	「豚と栄光」
    - 7月12日	第298話	「女の館」
    - 9月20日	第308話	「流転の旅路」
    - 11月29日 第318話 「怪奇の家」

  - 1968年
    - 2月7日	第328話	「消えた女狐」
    - 4月17日	第338話	「狂った季節」
    - 7月3日	第349話	「熱帯魚と女と犬」
    - 8月21日	第356話	「その母」
    - 10月16日	第364話	「女でない女」
    - 11月13日	第368話	「武蔵野心中」
    - 11月27日	第370話	「挑戦」

  - 1969年
    - 1月29日	第379話	「決斗」
    - 2月26日	第383話	「涙を忘れた女」
    - 4月2日	第388話	「空から来た男」
    - 4月23日	第391話	「射殺命令707」
    - 6月11日	第398話	「蜜蜂色の少女」
    - 7月30日	第404話	「待っていた人」
    - 9月10日	第410話	「蒼い母の復讐」
    - 11月5日	第418話	「地獄の裏側」
    - 12月24日	第425話	「ドラキュラの牙」
    - 12月31日	第426話	「鉄火芸者」

  - 1970年
    - 1月14日	第428話	「古都」
    - 3月11日	第436話	「蟻の町」
    - 6月17日	第450話	「続・全員救出せよ」
    - 9月16日	第463話	「黒い遺言状」
    - 12月2日	第474話	「血の鎖」 ※山村美紗と共作
    - 12月30日	第478話	「謎の女」

  - 1971年
    - 2月10日	第484話	「春の坂道」
    - 4月7日	第492話	「ちぎれた愛」
    - 5月26日	第499話	「白い殺人者」
    - 6月30日	第504話	「乱れた女たち」
    - 8月4日	第509話	「呪いの館」
    - 9月8日	第514話	「三船刑事を殺バラせ」
    - 11月24日	第525話	「ポルノイン東京　女人百景」
    - 12月8日	第527話	「焼死体と五人の女」
    - 12月29日	第530話	「懐しのメロディー 殺し屋」

  - 1972年
    - 3月29日	第543話	「皆殺しの詩」
    - 5月17日	第550話	「ある異常人間」
    - 6月14日	第554話	「悪女の季節」
    - 11月1日	第574話	「ある女の詩」

  - 1973年
    - 3月28日	第595話	「人間標的」
    - 5月30日	第604話	「金と毒薬と老嬢」
    - 6月27日	第608話	「燃える炎の女」
    - 7月11日	第610話	「恐るべき幽霊」
    - 9月26日	第621話	「日本刀を斬る」
    - 10月31日	第626話	「女のみち」

  - 1974年
    - 1月30日	第639話	「血染めの大雪原」
    - 4月17日	第650話	「二億円の謎」
    - 12月18日	第685話	「暗黒街ひとりぼっち」

  - 1975年
    - 3月26日	第698話	「欲望という河」
    - 7月16日	第714話	「死霊の影」
    - 9月10日	第722話	「ある恐怖の体験」

  - 1976年
    - 1月7日	第738話	「十字架を背おう女」
    - 3月24日	第749話	「女ごころの謎」
    - 7月14日	第765話	「ダイナマイトとダリヤの花」
    - 11月10日	第781話	「純愛の女」

  - 1977年
    - 1月26日	第792話	「情念の女」
    - 2月16日	第795話	「愛の終着駅」

## ビブリオグラフィ
国立国会図書館蔵書。
- 『兵と母』、昭和教学社、1943年
- 『租界進駐』、新正堂、1943年
- 『国定忠治』、不二美書院、1946年
- 『奴隷船』、新正堂、1949年。松野一夫装丁
  - 小川正『奴隷船　解放運動の先駆者大江卓』、恒文社、1971年

## 註
1. 1 2  『キネマ旬報』1958年10月上旬号
2. 1 2 3 4 5  『運命に従う』小川亜矢子、幻冬舎、2004年、p194-204
3. 1 2  全文検索 検索結果、テレビドラマデータベース、2009年11月19日閲覧。
4. 1 2  OPAC NDL 検索結果、国立国会図書館、2009年11月19日閲覧。
5. ↑  決闘の河、日本映画データベース、2009年11月19日閲覧。